# Liste der Autorenbeteiligungen und Produktionen von Ronny
Dies ist eine Übersicht über die Kompositionen und Produktionen des verstorbenen deutschen Musikers, Komponisten und Musikproduzenten Ronny und seinen Pseudonymen wie Wolfgang Roloff. Zu berücksichtigen ist, dass Hitmedleys, Remixe oder Neuaufnahmen von Liedern des gleichen Interpreten nicht aufgeführt werden.

## #
| Jahr | Titel                   | Interpret  | Funktion  |
| ---- | ----------------------- | ---------- | --------- |
| 1966 | 10 Kosaken, kein Gewehr | Sigi Hoppe | Produzent |

## A
| Jahr | Titel        | Interpret | Funktion     |
| ---- | ------------ | --------- | ------------ |
| 1970 | Alles vorbei | Heintje   | Co-Komponist |
| 1965 | Anja-Anja    | Ronny     | Co-Komponist |

## B
| Jahr | Titel                  | Interpret   | Funktion     |
| ---- | ---------------------- | ----------- | ------------ |
| 1968 | Böhmerland             | Sigi Hoppe  | Produzent    |
| 1973 | Buenas noches          | Maria Prado | Co-Komponist |
| 1974 | Bye Bye My Lovely Lady | Mel Jersey  | Co-Komponist |

## C
| Jahr | Titel   | Interpret | Funktion     |
| ---- | ------- | --------- | ------------ |
| 1972 | Cheerio | Ronny     | Co-Komponist |

## D
| Jahr | Titel                               | Interpret                                                                        | Funktion     |
| ---- | ----------------------------------- | -------------------------------------------------------------------------------- | ------------ |
| 1974 | Damenwahl                           | Sir Erwin                                                                        | Co-Komponist |
| 1971 | Dann wird alles wieder gut          | Sigi Hoppe                                                                       | Produzent    |
| 1969 | Das ist für die Großen da           | Heintje                                                                          | Co-Komponist |
| 1988 | De mooiste liefde is moederliefde   | Heintje                                                                          | Co-Komponist |
| 2003 | Der kleine Trommlerjunge            | Udo Jürgens                                                                      | Co-Komponist |
| 1967 | Der Major                           | Sigi Hoppe                                                                       | Produzent    |
| 1961 | Die besten Freunde                  | Fred Gatermann                                                                   | Co-Komponist |
| 1968 | Doch dann kamst du                  | Ronny                                                                            | Co-Komponist |
| 1966 | Doch das Leben ist anders (Diridum) | Majorie Adams                                                                    | Co-Komponist |
| 1967 | Draussen vor der Stadt              | Majorie Adams                                                                    | Co-Komponist |
| 1970 | Du bist die allerbeste              | Heintje                                                                          | Co-Komponist |
| 1966 | Du junger Legionär                  | Sigi Hoppe                                                                       | Produzent    |
| 1968 | Du sollst nicht weinen              | Heintje                                                                          | Co-Komponist |
| 1965 | Dunja, du                           | Ronny                                                                            | Co-Komponist |
| 1967 | Dunja, du                           | Gunnar Wiklund med Marcus Österdahls Orkester (Songtitel: Vi ska gå hand i hand) | Co-Komponist |
| 1968 | Dunja, du                           | Keld Heick (Songtitel: Vi ska gå hand i hand)                                    | Co-Komponist |
| 1968 | Dunja, du                           | Reima Helminen (Songtitel: Käymme yhdessä ain)                                   | Co-Komponist |
| 1968 | Dunja, du                           | Tapani Kansa (Songtitel: Käymme yhdessä ain)                                     | Co-Komponist |
| 1972 | Dunja, du                           | Bruno Glenmarks Kör Och Orkester (Songtitel: Vi ska gå hand i hand)              | Co-Komponist |
| 1994 | Dunja, du                           | Ultima Thule (Songtitel: Vi ska gå hand i hand)                                  | Co-Komponist |
| 1998 | Dunja, du                           | Eilert Pilarm (Songtitel: Vi ska gå hand i hand)                                 | Co-Komponist |

## E
| Jahr | Titel                                      | Interpret                                                   | Funktion     |
| ---- | ------------------------------------------ | ----------------------------------------------------------- | ------------ |
| 1967 | Ein Bier                                   | Opa Dreyer                                                  | Co-Komponist |
| 1973 | Ein bißchen was vom Glück                  | Heintje Simons                                              | Co-Komponist |
| 1973 | Ein Hoch auf die Liebe                     | Heintje Simons                                              | Co-Komponist |
| 1968 | Ein Unglück kommt selten allein            | Sigi Hoppe                                                  | Produzent    |
| 1966 | Ein weißes Schiff                          | Silva Manos                                                 | Co-Komponist |
| 1968 | Eine kleine Abschiedsträne                 | Heintje                                                     | Co-Komponist |
| 1966 | Eine kleine Träne                          | Ronny                                                       | Co-Komponist |
| 1971 | Eine Nacht in Madeira                      | Sigi Hoppe                                                  | Produzent    |
| 1970 | Einen Strauss voll bunter Blumen           | Heintje                                                     | Co-Komponist |
| 1967 | Einmal noch                                | Ronny                                                       | Co-Komponist |
| 1974 | Einmal vergeht der schönste Sommer         | Ronny                                                       | Co-Komponist |
| 1972 | Er kam aus dem Osten                       | Ingrid van Bergen                                           | Co-Komponist |
| 1971 | Es geht alles vorbei                       | Ronny                                                       | Co-Komponist |
| 1970 | Es kann nicht immer nur die Sonne scheinen | Heintje                                                     | Co-Komponist |
| 1971 | Es kann nicht immer nur die Sonne scheinen | Pirjo Laitila (Songtitel: Ei lakkaamatta voi päivä paistaa) | Co-Komponist |
| 1972 | Es war alles wunderschön                   | Heintje                                                     | Co-Komponist |

## F
| Jahr | Titel     | Interpret | Funktion     |
| ---- | --------- | --------- | ------------ |
| 1966 | Für immer | Eva Astor | Co-Komponist |

## G
| Jahr | Titel             | Interpret      | Funktion     |
| ---- | ----------------- | -------------- | ------------ |
| 1965 | Ganz allein       | Ronny          | Co-Komponist |
| 1969 | Geh deinen Weg    | Heintje        | Co-Komponist |
| 1973 | Gradim za te grad | Franjo Bobinac | Co-Komponist |

## H
| Jahr | Titel                              | Interpret                   | Funktion                |
| ---- | ---------------------------------- | --------------------------- | ----------------------- |
| 1963 | Happy Cowboy                       | The Blizzards               | Co-Komponist            |
| 1963 | Happy Cowboy                       | Bill Vaughn & His Orchestra | Co-Komponist            |
| 1968 | Heidschi Bumbeidschi               | Heintje                     | Co-Komponist            |
| 1969 | Heißer Sand                        | Sigi Hoppe                  | Produzent               |
| 1969 | Hey Barberina                      | Sigi Hoppe                  | Co-Komponist, Produzent |
| 1968 | Hochzeit machen, das wär’ so schön | Majorie Adams               | Co-Komponist            |

## I
| Jahr | Titel                            | Interpret                                   | Funktion     |
| ---- | -------------------------------- | ------------------------------------------- | ------------ |
| 1968 | Ich bau’ dir ein Schloß          | Heintje                                     | Co-Komponist |
| 1968 | Ich bau’ dir ein Schloß          | The 3 Jacksons                              | Co-Komponist |
| 1968 | Ich bau’ dir ein Schloß          | Trio Heesbeen                               | Co-Komponist |
| 1970 | Ich bau’ dir ein Schloß          | Olga Lowina (Songtitel: Ik bouw een paleis) | Co-Komponist |
| 1982 | Ich bau’ dir ein Schloß          | Neue Heimat                                 | Co-Komponist |
| 2013 | Ich bau’ dir ein Schloß          | Vollker Racho                               | Co-Komponist |
| 1966 | Ich brauche dich und deine Liebe | Silva Manos                                 | Co-Komponist |
| 1964 | Ich danke dir                    | Jürgen Wagner                               | Co-Komponist |
| 1973 | Ich denk an dich                 | Heintje Simons                              | Co-Komponist |
| 1964 | Ich hab’ das Meer                | Gunter Aschenbach                           | Co-Komponist |
| 1969 | Ich sing’ ein Lied für dich      | Heintje                                     | Co-Komponist |
| 1971 | Ich sing’ ein Lied für dich      | Draaiorgel "De Arabier"                     | Co-Komponist |
| 1988 | Ich sing’ ein Lied für dich      | Peter Syden                                 | Co-Komponist |
| 1996 | Ich sing’ ein Lied für dich      | BZN (Songtitel: I’ll Sing You a Song)       | Co-Komponist |
| 1973 | Ik ben je kleine jongen          | De Kermisklanten                            | Co-Komponist |
| 1967 | In Abessinien                    | Sigi Hoppe                                  | Produzent    |
| 1968 | In einem Polenstädtchen          | Sigi Hoppe                                  | Produzent    |

## J
| Jahr | Titel                 | Interpret       | Funktion     |
| ---- | --------------------- | --------------- | ------------ |
| 1970 | Jag ger dej ett slott | Anita Hegerland | Co-Komponist |
| 1969 | Jesse James           | Ronny           | Co-Komponist |

## K
| Jahr | Titel                                   | Interpret            | Funktion     |
| ---- | --------------------------------------- | -------------------- | ------------ |
| 1969 | Klara (Das Beduinenkind aus der Sahara) | Sigi Hoppe           | Produzent    |
| 1964 | Kleine Annabell                         | Ronny                | Co-Komponist |
| 1971 | Kleine Annabell                         | Ladi Geisler Singout | Co-Komponist |
| 1973 | Kleine Annabell                         | Die Kirmesmusikanten | Co-Komponist |
| ?    | Kleine Annabell                         | Ronald               | Co-Komponist |
| 1968 | Klipp, klipp, klipp, die Müllerin       | Sigi Hoppe           | Produzent    |
| 1972 | Komm bald wieder                        | Ronny                | Co-Komponist |

## L
| Jahr | Titel                           | Interpret    | Funktion     |
| ---- | ------------------------------- | ------------ | ------------ |
| 1980 | L’Orphelin                      | Nathalie     | Co-Komponist |
| ?    | Lass’ deinen Colt zuhaus’, Bill | Ronny        | Co-Komponist |
| 1967 | Laß die Sonne wieder scheinen   | Ronny        | Co-Komponist |
| 1969 | Leila                           | Sigi Hoppe   | Produzent    |
| 1971 | Little Sweetheart Belinda       | Ronny        | Co-Komponist |
| 1959 | Louisiana                       | Bob und Eddy | Co-Komponist |
| 1964 | Lu la lu                        | Ronny        | Co-Komponist |

## M
| Jahr | Titel                        | Interpret                                  | Funktion     |
| ---- | ---------------------------- | ------------------------------------------ | ------------ |
| 1971 | Mein schönstes Lied          | Heintje                                    | Co-Komponist |
| 1970 | Meine Liebe für dich         | Heintje                                    | Co-Komponist |
| 1964 | Mountain-Music’s Going Round | Ronny                                      | Co-Komponist |
| 1965 | Mountain-Music’s Going Round | Ronny (Songtitel: Alrededor de la montana) | Co-Komponist |
| 1967 | Muß wandern, muß wandern     | Ronny                                      | Co-Komponist |
| 1967 | Muß wandern, muß wandern     | Jürgen Wagner                              | Co-Komponist |

## N
| Jahr | Titel                                  | Interpret  | Funktion                |
| ---- | -------------------------------------- | ---------- | ----------------------- |
| 1968 | Nimm den goldenen Ring von mir         | Sigi Hoppe | Co-Komponist, Produzent |
| 1970 | Nun leb wohl (Es wär so schön gewesen) | Ronny      | Co-Komponist            |

## O
| Jahr | Titel                                          | Interpret   | Funktion                   |
| ---- | ---------------------------------------------- | ----------- | -------------------------- |
| 1972 | Oh Muchachos                                   | Maria Prado | Co-Komponist               |
| 1963 | Oh My Darling Caroline                         | Ronny       | Co-Komponist, Co-Produzent |
| 1968 | Oh Sulima – nichts zu küssen, nichts zu beißen | Sigi Hoppe  | Produzent                  |
| 1964 | Oh Susanna (Du bist mein Sonnenschein)         | Ronny       | Co-Komponist               |

## P
| Jahr | Titel               | Interpret   | Funktion     |
| ---- | ------------------- | ----------- | ------------ |
| 1973 | Palo Bonito         | Maria Prado | Co-Komponist |
| 1972 | Pourquoi la guerre? | René Simard | Co-Komponist |

## R
| Jahr | Titel        | Interpret | Funktion     |
| ---- | ------------ | --------- | ------------ |
| 1963 | Rosen so rot | Ronny     | Co-Komponist |

## S
| Jahr | Titel                                        | Interpret                                  | Funktion                |
| ---- | -------------------------------------------- | ------------------------------------------ | ----------------------- |
| 1969 | Scheiden tut so weh                          | Heintje                                    | Co-Komponist            |
| 1968 | Schloßwalzer                                 | Die original Liechtensteiner               | Co-Komponist            |
| 1971 | Schneeglöckchen im Februar, Goldregen im Mai | Heintje                                    | Co-Komponist            |
| 1971 | Schneeglöckchen im Februar, Goldregen im Mai | Wölfi                                      | Co-Komponist            |
| 1986 | Schneeglöckchen im Februar, Goldregen im Mai | Der durstige Mann                          | Co-Komponist            |
| 2012 | Schneeglöckchen im Februar, Goldregen im Mai | Manuela Fellner                            | Co-Komponist            |
| 1971 | Schön sind die Märchen vergangener Zeiten    | Heintje                                    | Co-Komponist            |
| 1970 | Schon wieder eine Seele vom Alkohol gerettet | Sigi Hoppe                                 | Produzent               |
| 1969 | Sei doch bitte wieder gut                    | Heintje                                    | Co-Komponist            |
| 1968 | Sie war so wunderbar                         | Ronny                                      | Co-Komponist            |
| 1970 | Sierra Madre / Sierra Madre del sur          | Ronny                                      | Co-Komponist            |
| 1976 | Sierra Madre / Sierra Madre del sur          | Mel Jersey                                 | Co-Komponist            |
| 1987 | Sierra Madre / Sierra Madre del sur          | Walter Oberbrandacher                      | Co-Komponist            |
| 1987 | Sierra Madre / Sierra Madre del sur          | Zillertaler Schürzenjäger                  | Co-Komponist            |
| 1992 | Sierra Madre / Sierra Madre del sur          | Kastelruther Spatzen                       | Co-Komponist            |
| 1992 | Sierra Madre / Sierra Madre del sur          | Sepp und die Steigerwälder Musikanten      | Co-Komponist            |
| 1994 | Sierra Madre / Sierra Madre del sur          | Die Jungen Klostertaler                    | Co-Komponist            |
| 1995 | Sierra Madre / Sierra Madre del sur          | Renate und Werner Leismann                 | Co-Komponist            |
| 1995 | Sierra Madre / Sierra Madre del sur          | Tony Marshall                              | Co-Komponist            |
| 1996 | Sierra Madre / Sierra Madre del sur          | Oswald Sattler                             | Co-Komponist            |
| 1997 | Sierra Madre / Sierra Madre del sur          | Die Wildecker Herzbuben                    | Co-Komponist            |
| 1999 | Sierra Madre / Sierra Madre del sur          | Mickie Krause                              | Co-Komponist            |
| 2000 | Sierra Madre / Sierra Madre del sur          | Heino                                      | Co-Komponist            |
| 2000 | Sierra Madre / Sierra Madre del sur          | Andy Wolff                                 | Co-Komponist            |
| 2003 | Sierra Madre / Sierra Madre del sur          | Stefan Peters                              | Co-Komponist            |
| 2004 | Sierra Madre / Sierra Madre del sur          | Captain Cook und seine singenden Saxophone | Co-Komponist            |
| 2006 | Sierra Madre / Sierra Madre del sur          | Sandy Christen                             | Co-Komponist            |
| 2006 | Sierra Madre / Sierra Madre del sur          | Eddy Mars & Mr. Marfac                     | Co-Komponist            |
| 2008 | Sierra Madre / Sierra Madre del sur          | Zellberg Buam                              | Co-Komponist            |
| 2011 | Sierra Madre / Sierra Madre del sur          | Andy Berg                                  | Co-Komponist            |
| 2011 | Sierra Madre / Sierra Madre del sur          | Christoff & Jo Vally                       | Co-Komponist            |
| 2011 | Sierra Madre / Sierra Madre del sur          | Michael Hirte                              | Co-Komponist            |
| 2011 | Sierra Madre / Sierra Madre del sur          | Semino Rossi                               | Co-Komponist            |
| 2013 | Sierra Madre / Sierra Madre del sur          | MontAnya                                   | Co-Komponist            |
| 2013 | Sierra Madre / Sierra Madre del sur          | André Rieu                                 | Co-Komponist            |
| 2013 | Sierra Madre / Sierra Madre del sur          | Voxxclub                                   | Co-Komponist            |
| 1970 | So heiß ist Marokko                          | Sigi Hoppe                                 | Co-Komponist, Produzent |
| 1971 | So wie die Andern                            | Majorie Adams                              | Co-Komponist            |
| 1972 | Soweit der Himmel reicht                     | Maria Prado                                | Co-Komponist            |
| 1966 | Sterne funkeln in der Nacht                  | Silva Manos                                | Co-Komponist            |
| 1964 | Swanee River                                 | Ronny                                      | Co-Komponist            |

## T
| Jahr | Titel                 | Interpret  | Funktion     |
| ---- | --------------------- | ---------- | ------------ |
| 1966 | Tell Me Why My Friend | The Lasers | Co-Komponist |
| 1965 | Träume, Liebling      | Die Herals | Co-Komponist |

## U
| Jahr | Titel                                | Interpret  | Funktion  |
| ---- | ------------------------------------ | ---------- | --------- |
| 1968 | Und der Himmel hängt voller Gitarren | Sigi Hoppe | Produzent |

## V
| Jahr | Titel                            | Interpret                             | Funktion       |
| ---- | -------------------------------- | ------------------------------------- | -------------- |
| 1964 | Valeri, valera                   | Ronny                                 | Co-Komponist   |
| 1964 | Valeri, valera                   | Ronny (Songtitel: Falderie – Faldera) | Co-Komponist   |
| 1960 | Von den blauen Bergen kommen wir | Bob und Eddy                          | Co-Arrangement |

## W
| Jahr | Titel                                        | Interpret                            | Funktion                |
| ---- | -------------------------------------------- | ------------------------------------ | ----------------------- |
| 1968 | Was ist los mit der Lilli                    | Sigi Hoppe                           | Produzent               |
| 1969 | Wasser ist zum Waschen da                    | Sigi Hoppe                           | Produzent               |
| 1976 | Weit ist der Weg nach Santa Cruz             | Heintje Simons                       | Co-Komponist, Produzent |
| 1969 | Wenn abends die Sternlein am Himmel stehn    | Heintje                              | Co-Komponist            |
| 1969 | Wenn der Sommer kommt                        | Heintje                              | Co-Komponist            |
| 1969 | Wenn der Tag zu Ende geht                    | Ronny                                | Co-Komponist            |
| 1969 | Wenn ich einmal ein Käp’ten bin              | Heintje                              | Co-Komponist            |
| 1969 | Wenn ich steh’ an der Bar und habe kein Geld | Sigi Hoppe                           | Produzent               |
| 1973 | Wer weiß denn schon, wohin wir gehen         | Heintje Simons                       | Co-Komponist            |
| 1969 | Wie ich dich Liebe                           | Heintje                              | Co-Komponist            |
| 1965 | Wind in My Hair                              | Ronny                                | Co-Komponist            |
| 1965 | Wind in My Hair                              | Ronny (Songtitel: Viento en mi pelo) | Co-Komponist            |
| 1968 | Wind in My Hair                              | The Rio Rangers                      | Co-Komponist            |
| 1976 | Wir wollen glücklich sein                    | Heintje Simons                       | Co-Komponist, Produzent |
| 1973 | Wünsch dir was                               | Heintje Simons                       | Co-Komponist            |

## Z
| Jahr | Titel              | Interpret | Funktion     |
| ---- | ------------------ | --------- | ------------ |
| 1968 | Zwei kleine Sterne | Heintje   | Co-Komponist |